# Ganesha annamita
Ganesha annamita is een soort in de taxonomische indeling van de ribkwallen (Ctenophora). 
De kwal behoort tot het geslacht Ganesha en behoort tot de familie Ganeshidae. De wetenschappelijke naam van de soort werd voor het eerst geldig gepubliceerd in 1946 door Dawydoff.